# Claustrofobia
Claustrofobia is een Nederlandse thriller-film uit 2011 geregisseerd door Bobby Boermans. De film ging op 10 juni 2011 online in première en was daarmee de eerste speelfilm van de hand van regisseur Boermans.

## Verhaal
De film volgt de mooie jonge studente Eva die verhuist naar een nieuwe appartement in Amsterdam. Daar ontmoet Eva haar nieuwe buurman Alex, waarvan zij en haar vriendin Cynthia meteen van onder de indruk zijn. Na een avondje stappen belanden ze met z'n drieën in Alex' appartement. Hier doet Cynthia enorm haar best om hem voor zich te winnen. Eva besluit op haar beurt de twee samen achter te laten en te vertrekken naar haar eigen appartement.
Eenmaal in haar eigen huis, heeft ze niet in de gaten dat ze niet alleen thuis is. Even later wordt ze door een indringer besprongen en raakt Eva buitenwesten. Als ze enkele uren later wakker wordt, ligt ze vastgeketend aan een bed in een kale betonnen kelder. Haar onbekende ontvoerder zorgt goed voor Eva, misschien zelfs te goed. Wanneer Eva een enorme snee in haar buik ontdekt, slaat de paniek echt toe.

## Rolverdeling
| acteur               | personage         |
| -------------------- | ----------------- |
| Carolien Spoor       | Eva Lennearts     |
| Dragan Bakema        | Alex Purvis       |
| Thijs Römer          | Danny de Koning   |
| Juliette van Ardenne | Cynthia           |
| Rogier Philipoom     | Jaap              |
| Alison Carroll       | vrouw van Jaap    |
| Peter Faber          | Dr. Mentink       |
| Jappe Claes          | Dr. Menno Willems |
| Harry van Rijthoven  | blinde man        |
| Nienke Römer         | Lisa              |
| Frits Lambrechts     | magazijnbeheerder |

## Achtergrond
In maart 2011 maakte productiebedrijf Snoooep Entertainment bekend dat de film Claustrofobia eraan kwam en in plaats van dat deze in de bioscoop in première zou gaan, dat de film meteen gratis online zou worden gezet, dit om zo een groot mogelijk publiek te trekken. Hiermee was het de eerste Nederlandse speelfilm die meteen gratis online te bekijken was.
De opnames van de film vonden plaats van maart tot april 2011. De film is het speelfilmdebuut van regisseur Bobby Boermans.
Claustrofobia ging op 10 juni 2011 in première op zijn eigen website. De rechten van de film werden in november 2011 verkocht aan de Amerikaanse distributeur Seminal Films, die de film in Canada en de Verenigde Staten op dvd en Blu-ray uit ging brengen.